# Saison 2025 de l'ATP
Cet article traite de la saison 2025 de tennis masculin. Pour la saison féminine, voir Saison 2025 de la WTA.
Pour des articles plus généraux, voir 2025 en tennis et ATP Tour.
Vainqueurs des tournois majeurs
Cet article rassemble les résultats des tournois de tennis masculin de la saison 2025. Celle-ci est constituée de 61 tournois individuels et 2 compétitions par équipes répartis en plusieurs catégories :
- 58 organisés par l'ATP : 
  - l'United Cup (compétition mixte par équipes organisée conjointement avec la WTA),
  - les Masters 1000, au nombre de 9,
  - les ATP 500, au nombre de 16,
  - les ATP 250, au nombre de 30,
  - les ATP Finals qui réunissent les huit meilleurs joueurs et paires au classement ATP Race en fin de saison,
  - les Next Generation ATP Finals qui réunissent les huit meilleurs joueurs de moins de 21 ans au classement ATP Race en fin de saison,
- 5 organisés par l'ITF :
  - les 4 tournois du Grand Chelem,
  - la Coupe Davis (compétition par équipes).

Au début de la saison, Carlos Alcaraz, Marin Čilić, Novak Djokovic, Daniil Medvedev, Jannik Sinner et Stanislas Wawrinka sont les joueurs en activité qui ont remporté au moins un tournoi du Grand Chelem en simple.

## Faits marquants

### Suspension de Jannik Sinner
Le 15 février, Jannik Sinner, alors numéro 1 mondial et vainqueur de l'Open d'Australie en janvier, est suspendu 3 mois pour avoir été contrôlé positif à un stéroïde anabolisant, le clostébol, en mars 2024 lors du Masters 1000 d'Indian Wells. D'abord mis hors de cause par l'International Tennis Integrity Agency (ITIA), il risque ensuite 1 à 2 ans de suspension après un appel à cette décision venant de l'Agence mondiale antidopage (AMA). Finalement, alors qu'un ultime jugement devait avoir lieu en avril, un accord a été trouvé entre le joueur et l'AMA. En conséquence, certains joueurs de tennis dénoncent un favoritisme fait au joueur italien, comme Nick Kyrgios ou Stanislas Wawrinka. Jannik Sinner sera donc de retour au Masters 1000 de Rome et pourra jouer le deuxième Grand Chelem de la saison, à Roland-Garros.
Malgré cette absence de 3 mois, en manquant 4 tournois de catégorie Masters 1000, il est assuré de rester numéro 1 mondial à son retour à Rome. Le joueur italien perdant 2 100 points durant cette période, il aurait fallu, pour ses rivaux, arriver au Masters 1000 de Rome avec plus de 9 730 points ATP. Ce ne sera pas le cas, dû à l'irrégularité des résultats en tournois de la part de ses 2 principaux suiveurs au classement : Alexander Zverev, le numéro 2 mondial qui réalise un bilan moyen de 6 victoires et 6 défaites depuis sa finale perdue à l'Open d'Australie, n'atteignant aucune demi-finale, et Carlos Alcaraz, le numéro 3 mondial qui fait tout de même mieux que Zverev, avec un bilan positif de 16 victoires et 3 défaites, dont deux titres remportés à Rotterdam et à Monte-Carlo. Malheureusement pour l'Espagnol, un retard plus important à combler que l'Allemand combiné à une défaite dès son entrée en lice à Miami, le condamne dès le début du mois d'avril à rester derrière Jannik Sinner à Rome, même s'il venait à réaliser l'exploit de remporter le Masters 1000 de Monte-Carlo, l'ATP 500 de Barcelone et le Masters 1000 de Madrid successivement. Cela n'empêche que Carlos Alcaraz dépasse Jannik Sinner au classement de la Race, même s'il aura fallu attendre une qualification en finale du Masters 1000 de Monte-Carlo mi-avril, soit plus de 2 mois après la suspension de l'Italien annoncée, et Alexander Zverev au classement ATP, lui reprenant la 2e place mondiale.

### Plainte de la PTPA contre les instances du tennis
Le 18 mars, la Professional Tennis Players Association (PTPA), syndicat de joueurs et de joueuses co-fondé par Novak Djokovic et Vasek Pospisil en 2021, lance une série d'actions en justice contre l'ATP, la WTA, l'ITF et l'ITIA. Ces actions sont menées dans différents pays et rejointes par plusieurs joueurs et joueuses : l'Australien Nick Kyrgios, la Française Varvara Gracheva ou encore l'Américain Reilly Opelka se sont joint à l'action aux États-Unis. Le Français Corentin Moutet ou encore le Japonais Taro Daniel, quant à eux, ont rejoint les plaintes au Royaume-Uni.
Les objets de ces plaintes sont multiples et varient selon les joueurs et les joueuses : 
- Le revenu des joueurs du Circuit Challenger et des circuits secondaires.
- La longueur des calendriers de la saison, programmant des tournois sur 11 mois dans l'année.
- La contrainte pour certains joueurs programmés sur un match en fin de soirée de le terminer même si cela va au-délà de 3 heures du matin.
- Les différents types de balles qui varient selon les tournois, occasionant selon eux des blessures chroniques aux articulations du bras.
- La limitation du nombre de sponsors qu'un joueur peut utiliser et une exploitation financière des joueurs par les instances.
- La politique antidopage des instances soumettant certains joueurs à des contrôles aléatoirement dans la saison, parfois en plein milieu de la nuit, et des interrogatoires sans avocats pour les défendre.
- L'indulgence de l'ITIA vis-à-vis des cas de dopage de Jannik Sinner et d'Iga Świątek, par rapport à d'autres joueurs suspendus sur base de preuves légères ou fabriquées de toutes pièces selon eux[3].

## Nouveautés
Le nombre de tournois de catégorie ATP 500 augmente de 13 à 16. Les tournois de Dallas, Doha et Munich sont promus de la catégorie ATP 250 à ATP 500. On note la disparition des tournois ATP 250 de Córdoba, Estoril, Lyon, Newport et Atlanta.
À l'US Open, le format du Double mixte, discipline s'inscrivant dans le palmarès du Grand Chelem, change :
- Jusqu'à 2024, 32 paires s'affrontaient et la quasi-totalité d'entre elles étaient inscrites via leur classement en double. On y retrouvait donc des joueurs et des joueuses spécialistes de la discipline, en plus des invitations données par l'organisation à des paires américaines. Les matchs se déroulaient lors de la troisième semaine du tournoi, soit la dernière semaine où se jouent aussi les finales de double dames et messieurs, et de simple dames et messieurs.
- Cette année, 16 paires s'affronteront, 8 dont l'inscription sera basée sur un combiné des classements WTA et ATP en simple et 8 qui recevront une invitation par l'organisation du tournoi. Les joueurs et joueuses joueront la première semaine du tournoi, soit la même semaine des phases de qualifications pour les grands tableaux en simple[4].

L'organisation du tournoi justifie ce changement pour redonner de la lumière à la discipline, en incitant les joueuses et joueurs célèbres du simple à concourrir. Elle a par exemple quintuplé le Prize Money pour la paire vainqueure, passant de 200.000$ à 1.000.000$. En conséquence, beaucoup de joueuses et joueurs de double ont critiqué cette décision, les écartant de cette discipline, comme celle tenante du titre en 2024, Sara Errani et Andrea Vavassori, via un communiqué joint sur Instagram, où ils dénoncent la priorité du tournoi à capitaliser les matchs, quitte à interdire à des joueuses et joueurs moins populaires de jouer.

## Classements

### Évolution du top 10
| Rang | Nom              | Points |
| ---- | ---------------- | ------ |
| 1    | Jannik Sinner    | 11 830 |
| 2    | Alexander Zverev | 7 915  |
| 3    | Carlos Alcaraz   | 7 010  |
| 4    | Taylor Fritz     | 5 100  |
| 5    | Daniil Medvedev  | 5 030  |
| 6    | Casper Ruud      | 4 255  |
| 7    | Novak Djokovic   | 3 910  |
| 8    | Andrey Rublev    | 3 760  |
| 9    | Alex de Minaur   | 3 745  |
| 10   | Grigor Dimitrov  | 3 350  |

| Rang | Nom               | Points |
| ---- | ----------------- | ------ |
| 1    | Marcelo Arévalo   | 7 510  |
| 1    | Mate Pavić        | 7 510  |
| 3    | Jordan Thompson   | 6 655  |
| 4    | Marcel Granollers | 6 500  |
| 4    | Horacio Zeballos  | 6 500  |
| 6    | Nikola Mektić     | 5 930  |
| 7    | Kevin Krawietz    | 5 880  |
| 8    | Wesley Koolhof    | 5 840  |
| 9    | Andrea Vavassori  | 5 840  |
| 10   | Tim Pütz          | 5 790  |

| Rang | Évolution       | Nom              | Points |
| ---- | --------------- | ---------------- | ------ |
| 1    | en stagnation   | Jannik Sinner    | 12 030 |
| 2    | en stagnation   | Carlos Alcaraz   | 8 590  |
| 3    | en stagnation   | Alexander Zverev | 6 380  |
| 4    | en stagnation   | Taylor Fritz     | 5 525  |
| 5    | en stagnation   | Jack Draper      | 4 650  |
| 6    | en augmentation | Ben Shelton      | 4 320  |
| 7    | en diminution   | Novak Djokovic   | 4 130  |
| 8    | en stagnation   | Alex de Minaur   | 3 480  |
| 9    | en stagnation   | Holger Rune      | 3 340  |
| 10   | en stagnation   | Lorenzo Musetti  | 3 235  |

| Rang | Évolution       | Nom               | Points |
| ---- | --------------- | ----------------- | ------ |
| 1    | en stagnation   | Marcelo Arévalo   | 8 730  |
| 1    | en stagnation   | Mate Pavić        | 8 730  |
| 3    | en stagnation   | Lloyd Glasspool   | 8 030  |
| 4    | en stagnation   | Julian Cash       | 7 490  |
| 5    | en stagnation   | Harri Heliövaara  | 6 330  |
| 5    | en stagnation   | Henry Patten      | 6 330  |
| 7    | en augmentation | Horacio Zeballos  | 6 225  |
| 8    | en augmentation | Kevin Krawietz    | 6 195  |
| 9    | en diminution   | Marcel Granollers | 6 135  |
| 10   | en stagnation   | Tim Pütz          | 6 105  |

## Palmarès
| Grand Chelem     |
| ATP Finals       |
| ATP Masters 1000 |
| ATP 500          |
| ATP 250          |

### Simple
| No | Date       | Nom et lieu du tournoi                                        | Catégorie       | Dotation       | Surface      | Vainqueur             | Finaliste                   | Score                      |         |
| -- | ---------- | ------------------------------------------------------------- | --------------- | -------------- | ------------ | --------------------- | --------------------------- | -------------------------- | ------- |
| 1  | 30-12-2024 | Brisbane International presented by Evie, Brisbane            | ATP 250         | 680 140 $      | Dur (ext.)   | Jiří Lehečka          | Reilly Opelka               | 4-1 ab.                    | Tableau |
| 2  | 30-12-2024 | Bank of China Hong Kong Tennis Open, Hong Kong                | ATP 250         | 680 140 $      | Dur (ext.)   | Alexandre Müller      | Kei Nishikori               | 2-6, 6-1, 6-3              | Tableau |
| 3  | 06-01-2025 | Adelaide International, Adélaïde                              | ATP 250         | 680 140 $      | Dur (ext.)   | Félix Auger-Aliassime | Sebastian Korda             | 6-3, 3-6, 6-1              | Tableau |
| 4  | 06-01-2025 | ASB Classic, Auckland                                         | ATP 250         | 680 140 $      | Dur (ext.)   | Gaël Monfils          | Zizou Bergs                 | 6-3, 6-4                   | Tableau |
| 5  | 12-01-2025 | Australian Open, Melbourne                                    | G. Chelem       | 43 250 000 AU$ | Dur (ext.)   | Jannik Sinner         | Alexander Zverev            | 6-3, 7-64, 6-3             | Tableau |
| 6  | 27-01-2025 | Open Occitanie, Montpellier                                   | ATP 250         | 596 035 €      | Dur (int.)   | Félix Auger-Aliassime | Aleksandar Kovacevic        | 6-2, 67-7, 7-62            | Tableau |
| 7  | 03-02-2025 | ABN AMRO Open, Rotterdam                                      | ATP 500         | 2 401 550 €    | Dur (int.)   | Carlos Alcaraz        | Alex de Minaur              | 6-4, 3-6, 6-2              | Tableau |
| 8  | 03-02-2025 | Dallas Open, Dallas                                           | ATP 500         | 2 760 000 $    | Dur (int.)   | Denis Shapovalov      | Casper Ruud                 | 7-65, 6-3                  | Tableau |
| 9  | 10-02-2025 | Delray Beach Open, Delray Beach                               | ATP 250         | 680 140 $      | Dur (ext.)   | Miomir Kecmanović     | Alejandro Davidovich Fokina | 3-6, 6-1, 7-5              | Tableau |
| 10 | 10-02-2025 | IEB+ Argentina Open, Buenos Aires                             | ATP 250         | 658 390 $      | Terre (ext.) | João Fonseca          | Francisco Cerúndolo         | 6-4, 7-61                  | Tableau |
| 11 | 10-02-2025 | Open 13 Provence, Marseille                                   | ATP 250         | 740 730 €      | Dur (int.)   | Ugo Humbert           | Hamad Medjedović            | 7-64, 6-4                  | Tableau |
| 12 | 17-02-2025 | Qatar Exxonmobil Open, Doha                                   | ATP 500         | 2 760 000 $    | Dur (ext.)   | Andrey Rublev         | Jack Draper                 | 7-5, 5-7, 6-1              | Tableau |
| 13 | 17-02-2025 | Rio Open presented by Claro, Rio de Janeiro                   | ATP 500         | 2 396 115 $    | Terre (ext.) | Sebastián Báez        | Alexandre Müller            | 6-2, 6-3                   | Tableau |
| 14 | 24-02-2025 | Abierto Mexicano Telcel presentado por HSBC, Acapulco         | ATP 500         | 2 585 410 $    | Dur (ext.)   | Tomáš Macháč          | Alejandro Davidovich Fokina | 7-66, 6-2                  | Tableau |
| 15 | 24-02-2025 | Dubaï Duty Free Tennis Championships, Dubaï                   | ATP 500         | 3 237 670 $    | Dur (ext.)   | Stéfanos Tsitsipás    | Félix Auger-Aliassime       | 6-3, 6-3                   | Tableau |
| 16 | 24-02-2025 | Movistar Chile Open, Santiago                                 | ATP 250         | 680 140 $      | Terre (ext.) | Laslo Djere           | Sebastián Báez              | 6-4, 3-6, 7-5              | Tableau |
| 17 | 05-03-2025 | BNP Paribas Open, Indian Wells                                | Masters 1000    | 9 693 540 $    | Dur (ext.)   | Jack Draper           | Holger Rune                 | 6-2, 6-2                   | Tableau |
| 18 | 19-03-2025 | Miami Open presented by Itaú, Miami                           | Masters 1000    | 9 193 540 $    | Dur (ext.)   | Jakub Menšík          | Novak Djokovic              | 7-64, 7-64                 | Tableau |
| 19 | 31-03-2025 | Fayez Sarofim & Co. US Men's Clay Court Championship, Houston | ATP 250         | 680 140 $      | Terre (ext.) | Jenson Brooksby       | Frances Tiafoe              | 6-4, 6-2                   | Tableau |
| 20 | 31-03-2025 | Grand Prix Hassan II, Marrakech                               | ATP 250         | 596 035 €      | Terre (ext.) | Luciano Darderi       | Tallon Griekspoor           | 7-63, 7-64                 | Tableau |
| 21 | 31-03-2025 | Tiriac Open presented by UniCredit Bank, Bucarest             | ATP 250         | 596 035 €      | Terre (ext.) | Flavio Cobolli        | Sebastián Báez              | 6-4, 6-4                   | Tableau |
| 22 | 06-04-2025 | Rolex Monte-Carlo Masters, Monte-Carlo                        | Masters 1000    | 6 128 940 €    | Terre (ext.) | Carlos Alcaraz        | Lorenzo Musetti             | 3-6, 6-1, 6-0              | Tableau |
| 23 | 14-04-2025 | Barcelona Open Banc Sabadell, Barcelone                       | ATP 500         | 2 889 200 €    | Terre (ext.) | Holger Rune           | Carlos Alcaraz              | 7-66, 6-2                  | Tableau |
| 24 | 14-04-2025 | BMW Open by Bitpanda, Munich                                  | ATP 500         | 2 500 000 €    | Terre (ext.) | Alexander Zverev      | Ben Shelton                 | 6-2, 6-4                   | Tableau |
| 25 | 23-04-2025 | Mutua Madrid Open, Madrid                                     | Masters 1000    | 8 055 385 €    | Terre (ext.) | Casper Ruud           | Jack Draper                 | 7-5, 3-6, 6-4              | Tableau |
| 26 | 07-05-2025 | Internazionali BNL d'Italia, Rome                             | Masters 1000    | 8 055 385 €    | Terre (ext.) | Carlos Alcaraz        | Jannik Sinner               | 7-65, 6-1                  | Tableau |
| 27 | 18-05-2025 | Gonet Geneva Open, Genève                                     | ATP 250         | 596 035 €      | Terre (ext.) | Novak Djokovic        | Hubert Hurkacz              | 5-7, 7-62, 7-62            | Tableau |
| 28 | 18-05-2025 | Bitpanda Hamburg Open, Hambourg                               | ATP 500         | 2 158 560 €    | Terre (ext.) | Flavio Cobolli        | Andrey Rublev               | 6-2, 6-4                   | Tableau |
| 29 | 25-05-2025 | Roland-Garros, Paris                                          | G. Chelem       | 26 334 000 €   | Terre (ext.) | Carlos Alcaraz        | Jannik Sinner               | 4-6, 64-7, 6-4, 7-63, 7-62 | Tableau |
| 30 | 09-06-2025 | BOSS Open, Stuttgart                                          | ATP 250         | 751 630 €      | Gazon (ext.) | Taylor Fritz          | Alexander Zverev            | 6-3, 7-60                  | Tableau |
| 31 | 09-06-2025 | Libéma Open, Bois-le-Duc                                      | ATP 250         | 706 850 €      | Gazon (ext.) | Gabriel Diallo        | Zizou Bergs                 | 7-5, 7-68                  | Tableau |
| 32 | 16-06-2025 | HSBC Championships, Londres                                   | ATP 500         | 2 522 220 €    | Gazon (ext.) | Carlos Alcaraz        | Jiří Lehečka                | 7-5, 65-7, 6-2             | Tableau |
| 33 | 16-06-2025 | Terra Wortmann Open, Halle                                    | ATP 500         | 2 522 220 €    | Gazon (ext.) | Alexander Bublik      | Daniil Medvedev             | 6-3, 7-64                  | Tableau |
| 34 | 22-06-2025 | Mallorca Championships presented by Ecotrans Group, Majorque  | ATP 250         | 596 035 €      | Gazon (ext.) | Tallon Griekspoor     | Corentin Moutet             | 7-5, 7-63                  | Tableau |
| 35 | 23-06-2025 | Lexus Eastbourne Open, Eastbourne                             | ATP 250         | 756 875 €      | Gazon (ext.) | Taylor Fritz          | Jenson Brooksby             | 7-5, 6-1                   | Tableau |
| 36 | 30-06-2025 | The Championships, Wimbledon                                  | G. Chelem       | 24 919 000 £   | Gazon (ext.) | Jannik Sinner         | Carlos Alcaraz              | 4-6, 6-4, 6-4, 6-4         | Tableau |
| 37 | 14-07-2025 | Mifel Tennis Open by Telcel Oppo, Cabo San Lucas              | ATP 250         | 889 890 $      | Dur (ext.)   | Denis Shapovalov      | Aleksandar Kovacevic        | 6-4, 6-2                   | Tableau |
| 38 | 14-07-2025 | EFG Swiss Open Gstaad, Gstaad                                 | ATP 250         | 596 035 €      | Terre (ext.) | Alexander Bublik      | Juan Manuel Cerúndolo       | 6-4, 4-6, 6-3              | Tableau |
| 39 | 14-07-2025 | Nordea Open, Båstad                                           | ATP 250         | 596 035 €      | Terre (ext.) | Luciano Darderi       | Jesper de Jong              | 6-4, 3-6, 6-3              | Tableau |
| 40 | 20-07-2025 | Generali Open, Kitzbühel                                      | ATP 250         | 596 035 €      | Terre (ext.) | Alexander Bublik      | Arthur Cazaux               | 6-4, 6-3                   | Tableau |
| 41 | 20-07-2025 | Plava Laguna Croatia Open, Umag                               | ATP 250         | 596 035 €      | Terre (ext.) | Luciano Darderi       | Carlos Taberner             | 6-3, 6-3                   | Tableau |
| 42 | 21-07-2025 | Mubadala Citi DC Open, Washington D.C.                        | ATP 500         | 2 396 115 $    | Dur (ext.)   | Alex de Minaur        | Alejandro Davidovich Fokina | 5-7, 6-1, 7-63             | Tableau |
| 43 | 27-07-2025 | National Bank Open presented by Rogers, Toronto               | Masters 1000    | 9 193 540 $    | Dur (ext.)   | Ben Shelton           | Karen Khachanov             | 65-7, 6-4, 7-63            | Tableau |
| 44 | 07-08-2025 | Cincinnati Open, Cincinnati                                   | Masters 1000    | 9 193 540 $    | Dur (ext.)   | Carlos Alcaraz        | Jannik Sinner               | 5-0 ab.                    | Tableau |
| 45 | 17-08-2025 | Winston-Salem Open, Winston-Salem                             | ATP 250         | 798 335 $      | Dur (ext.)   |                       |                             | NC                         | Tableau |
| 46 | 25-08-2025 | US Open, Flushing Meadows                                     | G. Chelem       | NC $           | Dur (ext.)   |                       |                             | NC                         | Tableau |
| 47 | 17-09-2025 | Chengdu Open, Chengdu                                         | ATP 250         | 1 190 210 $    | Dur (ext.)   |                       |                             | NC                         |         |
| 48 | 17-09-2025 | Hangzhou Open, Hangzhou                                       | ATP 250         | 1 019 185 $    | Dur (ext.)   |                       |                             | NC                         |         |
| 49 | 25-09-2025 | China Open, Pékin                                             | ATP 500         | 4 016 050 $    | Dur (ext.)   |                       |                             | NC                         |         |
| 50 | 24-09-2025 | Kinoshita Group Japan Open Tennis Championships, Tokyo        | ATP 500         | 2 226 470 $    | Dur (ext.)   |                       |                             | NC                         |         |
| 51 | 01-10-2025 | Rolex Shanghai Masters, Shanghai                              | Masters 1000    | 9 193 540 $    | Dur (ext.)   |                       |                             | NC                         |         |
| 52 | 13-10-2025 | Almaty Open, Almaty                                           | ATP 250         | 1 055 255 $    | Dur (int.)   |                       |                             | NC                         |         |
| 53 | 13-10-2025 | BNP Paribas Nordic Open, Stockholm                            | ATP 250         | 706 850 €      | Dur (int.)   |                       |                             | NC                         |         |
| 54 | 13-10-2025 | European Open, Bruxelles                                      | ATP 250         | 706 850 €      | Dur (int.)   |                       |                             | NC                         |         |
| 55 | 20-10-2025 | Erste Bank Open, Vienne                                       | ATP 500         | 2 736 875 €    | Dur (int.)   |                       |                             | NC                         |         |
| 56 | 20-10-2025 | Swiss Indoors Basel, Bâle                                     | ATP 500         | 2 523 045 €    | Dur (int.)   |                       |                             | NC                         |         |
| 57 | 27-10-2025 | Rolex Paris Masters, Paris                                    | Masters 1000    | 6 128 940 €    | Dur (int.)   |                       |                             | NC                         |         |
| 58 | 02-11-2025 | Hellenic Championship, Athènes                                | ATP 250         | 766 715 €      | Dur (int.)   |                       |                             | NC                         |         |
| 59 | 02-11-2025 | Moselle Open, Metz                                            | ATP 250         | 596 035 €      | Dur (int.)   |                       |                             | NC                         |         |
| 60 | 09-11-2025 | Nitto ATP Finals, Turin                                       | Masters         | NC $           | Dur (int.)   |                       |                             | NC                         | Tableau |
| 61 | 17-12-2025 | Next Gen ATP Finals presented by PIF, Djeddah                 | Next Gen Finals | NC $           | Dur (int.)   |                       |                             | NC                         |         |

### Double
| No | Date       | Nom et lieu du tournoi                                       | Catégorie    | Dotation       | Surface      | Vainqueurs                                     | Finalistes                               | Score              |         |
| -- | ---------- | ------------------------------------------------------------ | ------------ | -------------- | ------------ | ---------------------------------------------- | ---------------------------------------- | ------------------ | ------- |
| 1  | 30-12-2024 | Brisbane International Brisbane                              | ATP 250      | 680 140 $      | Dur (ext.)   | Julian Cash Lloyd Glasspool                    | Jiří Lehečka Jakub Menšík                | 6-3, 62-7, [10-6]  | Tableau |
| 2  | 30-12-2024 | Bank of China Hong Kong Tennis Open Hong Kong                | ATP 250      | 680 140 $      | Dur (ext.)   | Sander Arends Luke Johnson                     | Karen Khachanov Andrey Rublev            | 7-5, 4-6, [10-7]   | Tableau |
| 3  | 06-01-2025 | Adelaide International Adélaïde                              | ATP 250      | 680 140 $      | Dur (ext.)   | Simone Bolelli Andrea Vavassori                | Kevin Krawietz Tim Pütz                  | 4-6, 7-64, [11-9]  | Tableau |
| 4  | 06-01-2025 | ASB Classic Auckland                                         | ATP 250      | 680 140 $      | Dur (ext.)   | Nikola Mektić Michael Venus                    | Christian Harrison Rajeev Ram            | Forfait            | Tableau |
| 5  | 12-01-2025 | Australian Open Melbourne                                    | G. Chelem    | 43 250 000 AU$ | Dur (ext.)   | Harri Heliövaara Henry Patten                  | Simone Bolelli Andrea Vavassori          | 616-7, 7-65, 6-3   | Tableau |
| 6  | 27-01-2025 | Open Occitanie Montpellier                                   | ATP 250      | 596 035 €      | Dur (int.)   | Robin Haase Botic van de Zandschulp            | Tallon Griekspoor Bart Stevens           | 67-7, 6-3, [10-5]  | Tableau |
| 7  | 03-02-2025 | ABN AMRO Open Rotterdam                                      | ATP 500      | 2 401 550 €    | Dur (int.)   | Simone Bolelli Andrea Vavassori                | Sander Gillé Jan Zieliński               | 6-2, 4-6, [10-6]   | Tableau |
| 8  | 03-02-2025 | Dallas Open Dallas                                           | ATP 500      | 2 760 000 $    | Dur (int.)   | Christian Harrison Evan King                   | Ariel Behar Robert Galloway              | 7-64, 7-64         | Tableau |
| 9  | 10-02-2025 | Delray Beach Open Delray Beach                               | ATP 250      | 680 140 $      | Dur (ext.)   | Miomir Kecmanović Brandon Nakashima            | Christian Harrison Evan King             | 7-63, 1-6, [10-3]  | Tableau |
| 10 | 10-02-2025 | IEB+ Argentina Open Buenos Aires                             | ATP 250      | 658 390 $      | Terre (ext.) | Guido Andreozzi Théo Arribagé                  | Rafael Matos Marcelo Melo                | 7-5, 4-6, [10-7]   | Tableau |
| 11 | 10-02-2025 | Open 13 Provence Marseille                                   | ATP 250      | 740 730 €      | Dur (int.)   | Benjamin Bonzi Pierre-Hugues Herbert           | Sander Gillé Jan Zieliński               | 6-3, 6-4           | Tableau |
| 12 | 17-02-2025 | Qatar Exxonmobil Open Doha                                   | ATP 500      | 2 760 000 $    | Dur (ext.)   | Julian Cash Lloyd Glasspool                    | Joe Salisbury Neal Skupski               | 6-3, 6-2           | Tableau |
| 13 | 17-02-2025 | Rio Open presented by Claro Rio de Janeiro                   | ATP 500      | 2 396 115 $    | Terre (ext.) | Rafael Matos Marcelo Melo                      | Pedro Martínez Jaume Munar               | 6-2, 7-5           | Tableau |
| 14 | 24-02-2025 | Abierto Mexicano Telcel presentado por HSBC Acapulco         | ATP 500      | 2 585 410 $    | Dur (ext.)   | Christian Harrison Evan King                   | Sadio Doumbia Fabien Reboul              | 6-4, 6-0           | Tableau |
| 15 | 24-02-2025 | Dubaï Duty Free Tennis Championships Dubaï                   | ATP 500      | 3 237 670 $    | Dur (ext.)   | Yuki Bhambri Alexei Popyrin                    | Harri Heliövaara Henry Patten            | 3-6, 7-612, [10-8] | Tableau |
| 16 | 24-02-2025 | Movistar Chile Open Santiago                                 | ATP 250      | 680 140 $      | Terre (ext.) | Nicolás Barrientos Rithvik Choudary Bollipalli | Máximo González Andrés Molteni           | 6-3, 6-2           | Tableau |
| 17 | 05-03-2025 | BNP Paribas Open Indian Wells                                | Masters 1000 | 9 693 540 $    | Dur (ext.)   | Marcelo Arévalo Mate Pavić                     | Sebastian Korda Jordan Thompson          | 6-3, 6-4           | Tableau |
| 18 | 19-03-2025 | Miami Open presented by Itaú Miami                           | Masters 1000 | NC $           | Dur (ext.)   | Marcelo Arévalo Mate Pavić                     | Julian Cash Lloyd Glasspool              | 7-63, 6-3          | Tableau |
| 19 | 31-03-2025 | Fayez Sarofim & Co. US Men's Clay Court Championship Houston | ATP 250      | 680 140 $      | Terre (ext.) | Fernando Romboli John-Patrick Smith            | Federico Agustín Gómez Santiago González | 6-1, 6-4           | Tableau |
| 20 | 31-03-2025 | Grand Prix Hassan II Marrakech                               | ATP 250      | 596 035 €      | Terre (ext.) | Petr Nouza Patrik Rikl                         | Hugo Nys Edouard Roger-Vasselin          | 6-3, 6-4           | Tableau |
| 21 | 31-03-2025 | Tiriac Open Bucarest                                         | ATP 250      | 596 035 €      | Terre (ext.) | Marcel Granollers Horacio Zeballos             | Jakob Schnaitter Mark Wallner            | 7-63, 6-4          | Tableau |
| 22 | 06-04-2025 | Rolex Monte-Carlo Masters Monte-Carlo                        | Masters 1000 | 6 128 940 €    | Terre (ext.) | Romain Arneodo Manuel Guinard                  | Julian Cash Lloyd Glasspool              | 1-6, 7-68, [10-8]  | Tableau |
| 23 | 14-04-2025 | Barcelona Open Banc Sabadell Barcelone                       | ATP 500      | 2 889 200 €    | Terre (ext.) | Sander Arends Luke Johnson                     | Joe Salisbury Neal Skupski               | 6-3, 61-7, [10-6]  | Tableau |
| 24 | 14-04-2025 | BMW Open by American Express Munich                          | ATP 500      | 2 500 000 €    | Terre (ext.) | André Göransson Sem Verbeek                    | Kevin Krawietz Tim Pütz                  | 6-4, 6-4           | Tableau |
| 25 | 23-04-2025 | Mutua Madrid Open Madrid                                     | Masters 1000 | 8 055 385 €    | Terre (ext.) | Marcel Granollers Horacio Zeballos             | Marcelo Arévalo Mate Pavić               | 6-4, 6-4           | Tableau |
| 26 | 07-05-2025 | Internazionali BNL d'Italia Rome                             | Masters 1000 | 8 055 385 €    | Terre (ext.) | Marcelo Arévalo Mate Pavić                     | Sadio Doumbia Fabien Reboul              | 6-4, 66-7, [13-11] | Tableau |
| 27 | 18-05-2025 | Gonet Geneva Open Genève                                     | ATP 250      | 596 035 €      | Terre (ext.) | Sadio Doumbia Fabien Reboul                    | Ariel Behar Joran Vliegen                | 64-7, 6-4, [11-9]  | Tableau |
| 28 | 18-05-2025 | Hamburg Open Hambourg                                        | ATP 500      | 2 158 560 €    | Terre (ext.) | Simone Bolelli Andrea Vavassori                | Andrés Molteni Fernando Romboli          | 6-4, 6-0           | Tableau |
| 29 | 25-05-2025 | Roland-Garros Paris                                          | G. Chelem    | NC €           | Terre (ext.) | Marcel Granollers Horacio Zeballos             | Joe Salisbury Neal Skupski               | 6-0, 65-7, 7-5     | Tableau |
| 30 | 09-06-2025 | BOSS Open Stuttgart                                          | ATP 250      | 751 630 €      | Gazon (ext.) | Santiago González Austin Krajicek              | Alex Michelsen Rajeev Ram                | 6-4, 6-4           | Tableau |
| 31 | 09-06-2025 | Libéma Open Bois-le-Duc                                      | ATP 250      | 706 850 €      | Gazon (ext.) | Matthew Ebden Jordan Thompson                  | Julian Cash Lloyd Glasspool              | 6-4, 3-6, [10-7]   | Tableau |
| 32 | 16-06-2025 | HSBC Championships Londres                                   | ATP 500      | 2 522 220 €    | Gazon (ext.) | Julian Cash Lloyd Glasspool                    | Nikola Mektić Michael Venus              | 6-3, 65-7, [10-6]  | Tableau |
| 33 | 16-06-2025 | Terra Wortmann Open Halle                                    | ATP 500      | 2 522 220 €    | Gazon (ext.) | Kevin Krawietz Tim Pütz                        | Simone Bolelli Andrea Vavassori          | 6-3, 7-64          | Tableau |
| 34 | 22-06-2025 | Mallorca Championships Majorque                              | ATP 250      | 596 035 €      | Gazon (ext.) | Santiago González Austin Krajicek              | Yuki Bhambri Robert Galloway             | 6-1, 1-6, [15-13]  | Tableau |
| 35 | 23-06-2025 | Rothesay International Eastbourne                            | ATP 250      | 756 875 €      | Gazon (ext.) | Julian Cash Lloyd Glasspool                    | Ariel Behar Joran Vliegen                | 6-4, 7-65          | Tableau |
| 36 | 30-06-2025 | The Championships Wimbledon                                  | G. Chelem    | NC £           | Gazon (ext.) | Julian Cash Lloyd Glasspool                    | Rinky Hijikata David Pel                 | 6-2, 7-63          | Tableau |
| 37 | 14-07-2025 | EFG Swiss Open Gstaad Gstaad                                 | ATP 250      | 596 035 €      | Terre (ext.) | Francisco Cabral Lucas Miedler                 | Hendrik Jebens Albano Olivetti           | 64-7, 7-64, [10-3] | Tableau |
| 38 | 14-07-2025 | Mifel Tennis Open by Telcel Oppo Cabo San Lucas              | ATP 250      | 889 890 $      | Dur (ext.)   | Robert Cash JJ Tracy                           | Blake Bayldon Tristan Schoolkate         | 7-64, 6-4          | Tableau |
| 39 | 14-07-2025 | Nordea Open Båstad                                           | ATP 250      | 596 035 €      | Terre (ext.) | Guido Andreozzi Sander Arends                  | Adam Pavlásek Jan Zieliński              | 64-7, 7-5, [10-6]  | Tableau |
| 40 | 20-07-2025 | Generali Open Kitzbühel                                      | ATP 250      | 596 035 €      | Terre (ext.) | Petr Nouza Patrik Rikl                         | Neil Oberleitner Joel Schwärzler         | 1-6, 7-63, [10-5]  | Tableau |
| 41 | 20-07-2025 | Plava Laguna Croatia Open Umag                               | ATP 250      | 596 035 €      | Terre (ext.) | Romain Arneodo Manuel Guinard                  | Patrik Trhac Marcus Willis               | 7-5, 7-62          | Tableau |
| 42 | 21-07-2025 | Mubadala Citi DC Open Washington D.C.                        | ATP 500      | 2 396 115 $    | Dur (ext.)   | Simone Bolelli Andrea Vavassori                | Hugo Nys Édouard Roger-Vasselin          | 6-3, 6-4           | Tableau |
| 43 | 27-07-2025 | National Bank Open presented by Rogers Toronto               | Masters 1000 | 9 193 540 $    | Dur (ext.)   | Julian Cash Lloyd Glasspool                    | Joe Salisbury Neal Skupski               | 6-3, 65-7, [13-11] | Tableau |
| 44 | 07-08-2025 | Cincinnati Open Cincinnati                                   | Masters 1000 | 9 193 540 $    | Dur (ext.)   | Nikola Mektić Rajeev Ram                       | Lorenzo Musetti Lorenzo Sonego           | 4-6, 6-3, [10-5]   | Tableau |
| 45 | 17-08-2025 | Winston-Salem Open Winston-Salem                             | ATP 250      | 798 335 $      | Dur (ext.)   |                                                |                                          | NC                 | Tableau |
| 46 | 25-08-2025 | US Open Flushing Meadows                                     | G. Chelem    | NC $           | Dur (ext.)   |                                                |                                          | NC                 | Tableau |
| 47 | 17-09-2025 | Chengdu Open Chengdu                                         | ATP 250      | 1 190 210 $    | Dur (ext.)   |                                                |                                          | NC                 |         |
| 48 | 17-09-2025 | Hangzhou Open Hangzhou                                       | ATP 250      | 1 019 185 $    | Dur (ext.)   |                                                |                                          | NC                 |         |
| 49 | 24-09-2025 | China Open Pékin                                             | ATP 500      | 4 016 050 $    | Dur (ext.)   |                                                |                                          | NC                 |         |
| 50 | 24-09-2025 | Kinoshita Group Japan Open Tennis Championships Tokyo        | ATP 500      | 2 226 470 $    | Dur (ext.)   |                                                |                                          | NC                 |         |
| 51 | 01-10-2025 | Rolex Shanghai Masters Shanghai                              | Masters 1000 | 9 193 540 $    | Dur (ext.)   |                                                |                                          | NC                 |         |
| 52 | 13-10-2025 | Almaty Open Almaty                                           | ATP 250      | 1 055 255 $    | Dur (int.)   |                                                |                                          | NC                 |         |
| 53 | 13-10-2025 | BNP Paribas Nordic Open Stockholm                            | ATP 250      | 706 850 €      | Dur (int.)   |                                                |                                          | NC                 |         |
| 54 | 13-10-2025 | European Open Bruxelles                                      | ATP 250      | 706 850 €      | Dur (int.)   |                                                |                                          | NC                 |         |
| 55 | 20-10-2025 | Erste Bank Open Vienne                                       | ATP 500      | 2 736 875 €    | Dur (int.)   |                                                |                                          | NC                 |         |
| 56 | 20-10-2025 | Swiss Indoors Basel Bâle                                     | ATP 500      | NC €           | Dur (int.)   |                                                |                                          | NC                 |         |
| 57 | 27-10-2025 | Rolex Paris Masters Paris                                    | Masters 1000 | 6 128 940 €    | Dur (int.)   |                                                |                                          | NC                 |         |
| 58 | 02-11-2025 | Hellenic Championship Athènes                                | ATP 250      | 766 715 €      | Dur (int.)   |                                                |                                          | NC                 |         |
| 59 | 02-11-2025 | Moselle Open Metz                                            | ATP 250      | 596 035 €      | Dur (int.)   |                                                |                                          | NC                 |         |
| 60 | 09-11-2025 | Nitto ATP Finals Turin                                       | Masters      | NC $           | Dur (int.)   |                                                |                                          | NC                 | Tableau |

### Double mixte
| No | Date       | Nom et lieu du tournoi      | Catégorie | Dotation    | Surface      | Vainqueurs                     | Finalistes                          | Score            |         |
| -- | ---------- | --------------------------- | --------- | ----------- | ------------ | ------------------------------ | ----------------------------------- | ---------------- | ------- |
| 1  | 12/01/2025 | Australian Open Melbourne   | G. Chelem | 716 750 AU$ | Dur (ext.)   | Olivia Gadecki John Peers      | Kimberly Birrell John-Patrick Smith | 3-6, 6-4, [10-6] | Tableau |
| 2  | 25/05/2025 | Roland-Garros Paris         | G. Chelem | NC €        | Terre (ext.) | Sara Errani Andrea Vavassori   | Taylor Townsend Evan King           | 6-4, 6-2         | Tableau |
| 3  | 30/06/2025 | The Championships Wimbledon | G. Chelem | NC £        | Gazon (ext.) | Kateřina Siniaková Sem Verbeek | Luisa Stefani Joe Salisbury         | 7-63, 7-63       | Tableau |
| 4  | 25/08/2025 | US Open Flushing Meadows    | G. Chelem | NC $        | Dur (ext.)   |                                |                                     | NC               | Tableau |

### Compétitions par équipes
|  | Équipe 1 | Score | Équipe 2   |  |
|  | Pologne  | 0 – 2 | États-Unis |  |

| Ordre des matchs | Joueurs                      | Points au premier set | Points au second set | Points au troisième set |
| ---------------- | ---------------------------- | --------------------- | -------------------- | ----------------------- |
| 1                | Iga Świątek                  | 4                     | 4                    |                         |
| 1                | Coco Gauff                   | 6                     | 6                    |                         |
|                  |                              |                       |                      |                         |
| 2                | Hubert Hurkacz               | 4                     | 7                    | 64                      |
| 2                | Taylor Fritz                 | 6                     | 5                    | 7                       |
|                  |                              |                       |                      |                         |
| 3                | Iga Świątek - Hubert Hurkacz | Non                   | joué                 |                         |
| 3                | Coco Gauff - Taylor Fritz    |                       |                      |                         |

|  | Équipe 1 | Score | Équipe 2 |  |
|  |          | –     |          |  |

| Ordre des matchs | Joueurs | Points au premier set | Points au second set | Points au troisième set |
| ---------------- | ------- | --------------------- | -------------------- | ----------------------- |
| 1                |         |                       |                      |                         |
|                  |         |                       |                      |                         |
|                  |         |                       |                      |                         |
| 2                |         |                       |                      |                         |
|                  |         |                       |                      |                         |
|                  |         |                       |                      |                         |
| 3                |         |                       |                      |                         |
|                  |         |                       |                      |                         |

## Informations statistiques

### En simple
Mis à jour le 18 août 2025
| Joueur        | Période                | Semaines | Cumul |
| ------------- | ---------------------- | -------- | ----- |
| Jannik Sinner | 1er janvier - en cours | 34       | 34    |

| Joueur                | Période                 | Semaines | Cumul |
| --------------------- | ----------------------- | -------- | ----- |
| Taylor Fritz          | 6 janvier - 12 janvier  | 1        | 1     |
| Félix Auger-Aliassime | 13 janvier - 26 janvier | 2        | 2     |
| Jannik Sinner         | 27 janvier - 13 avril   | 11       | 11    |
| Carlos Alcaraz        | 14 avril - en cours     | 20       | 20    |

| Joueur                | Nombre | Titre(s)                                                         |
| --------------------- | ------ | ---------------------------------------------------------------- |
| Carlos Alcaraz        | 6      | Rotterdam, Monte-Carlo, Rome, Roland-Garros, Queen's, Cincinnati |
| Alexander Bublik      | 3      | Halle, Gstaad, Kitzbühel                                         |
| Luciano Darderi       | 3      | Marrakech, Båstad, Umag                                          |
| Félix Auger-Aliassime | 2      | Adélaïde, Montpellier                                            |
| Flavio Cobolli        | 2      | Bucarest, Hambourg                                               |
| Taylor Fritz          | 2      | Stuttgart, Eastbourne                                            |
| Denis Shapovalov      | 2      | Dallas, Cabo San Lucas                                           |
| Jannik Sinner         | 2      | Open d'Australie, Wimbledon                                      |
| Sebastián Báez        | 1      | Rio de Janeiro                                                   |
| Jenson Brooksby       | 1      | Houston                                                          |
| Alex de Minaur        | 1      | Washington                                                       |
| Gabriel Diallo        | 1      | Bois-le-Duc                                                      |
| Laslo Djere           | 1      | Santiago                                                         |
| Novak Djokovic        | 1      | Genève                                                           |
| Jack Draper           | 1      | Indian Wells                                                     |
| João Fonseca          | 1      | Buenos Aires                                                     |
| Tallon Griekspoor     | 1      | Majorque                                                         |
| Ugo Humbert           | 1      | Marseille                                                        |
| Miomir Kecmanović     | 1      | Delray Beach                                                     |
| Jiří Lehečka          | 1      | Brisbane                                                         |
| Tomáš Macháč          | 1      | Acapulco                                                         |
| Jakub Menšík          | 1      | Miami                                                            |
| Gaël Monfils          | 1      | Auckland                                                         |
| Alexandre Müller      | 1      | Hong Kong                                                        |
| Andrey Rublev         | 1      | Doha                                                             |
| Holger Rune           | 1      | Barcelone                                                        |
| Casper Ruud           | 1      | Madrid                                                           |
| Ben Shelton           | 1      | Toronto                                                          |
| Stéfanos Tsitsipás    | 1      | Dubaï                                                            |
| Alexander Zverev      | 1      | Munich                                                           |

| Joueur           | Début de carrière | Premier titre |
| ---------------- | ----------------- | ------------- |
| Jenson Brooksby  | 2021              | Houston       |
| Flavio Cobolli   | 2020              | Bucarest      |
| Gabriel Diallo   | 2023              | Bois-le-Duc   |
| João Fonseca     | 2024              | Buenos Aires  |
| Tomáš Macháč     | 2017              | Acapulco      |
| Jakub Menšík     | 2022              | Miami         |
| Alexandre Müller | 2014              | Hong Kong     |

| Pays        | Total | Nombre par surface | Nombre par surface | Nombre par surface | Titre(s)                                                                 |
| Pays        | Total | Dur                | Terre              | Gazon              | Titre(s)                                                                 |
| Italie      | 7     | 1                  | 5                  | 1                  | Open d'Australie, Bucarest, Marrakech, Hambourg, Wimbledon, Båstad, Umag |
| Espagne     | 6     | 2                  | 3                  | 1                  | Rotterdam, Monte-Carlo, Rome, Roland-Garros, Queen's, Cincinnati         |
| Canada      | 5     | 4                  | 0                  | 1                  | Adélaïde, Montpellier, Dallas, Bois-le-Duc, Cabo San Lucas               |
| États-Unis  | 4     | 1                  | 1                  | 2                  | Houston, Stuttgart, Eastbourne, Toronto                                  |
| France      | 3     | 3                  | 0                  | 0                  | Hong Kong, Auckland, Marseille                                           |
| Kazakhstan  | 3     | 0                  | 2                  | 1                  | Halle, Gstaad, Kitzbühel                                                 |
| Serbie      | 3     | 1                  | 2                  | 0                  | Delray Beach, Santiago. Genève                                           |
| Tchéquie    | 3     | 3                  | 0                  | 0                  | Brisbane, Acapulco, Miami                                                |
| Allemagne   | 1     | 0                  | 1                  | 0                  | Munich                                                                   |
| Argentine   | 1     | 0                  | 1                  | 0                  | Rio de Janeiro                                                           |
| Australie   | 1     | 1                  | 0                  | 0                  | Washington                                                               |
| Brésil      | 1     | 0                  | 1                  | 0                  | Buenos Aires                                                             |
| Danemark    | 1     | 0                  | 1                  | 0                  | Barcelone                                                                |
| Grèce       | 1     | 1                  | 0                  | 0                  | Dubaï                                                                    |
| Norvège     | 1     | 0                  | 1                  | 0                  | Madrid                                                                   |
| Pays-Bas    | 1     | 0                  | 0                  | 1                  | Majorque                                                                 |
| Royaume-Uni | 1     | 1                  | 0                  | 0                  | Indian Wells                                                             |

### En double
Mis à jour le 18/8/2025
| Joueur                     | Période               | Semaines | Cumul |
| -------------------------- | --------------------- | -------- | ----- |
| Marcelo Arévalo Mate Pavić | 1er janvier - 17 août | 33       | 33    |
| Lloyd Glasspool            | 18 août - en cours    | 1        | 1     |

| Joueur                                                  | Période                 | Semaines | Cumul |
| ------------------------------------------------------- | ----------------------- | -------- | ----- |
| Julian Cash Lloyd Glasspool Sander Arends Luke Johnson  | 6 janvier - 12 janvier  | 1        | 1     |
| Julian Cash Lloyd Glasspool Nikola Mektić Michael Venus | 13 janvier - 26 janvier | 2        | 3 2   |
| Harri Heliövaara Henry Patten                           | 27 janvier - 4 mai      | 14       | 14    |
| Marcelo Arévalo Mate Pavić                              | 5 mai - 13 juillet      | 11       | 11    |
| Julian Cash Lloyd Glasspool                             | 14 juillet - en cours   | 6        | 9     |

| Joueur             | Nombre | Titres                                                  |
| ------------------ | ------ | ------------------------------------------------------- |
| Julian Cash        | 6      | Brisbane, Doha, Queen's, Eastbourne, Wimbledon, Toronto |
| Lloyd Glasspool    | 6      | Brisbane, Doha, Queen's, Eastbourne, Wimbledon, Toronto |
| Simone Bolelli     | 4      | Adélaïde, Rotterdam, Hambourg, Washington               |
| Andrea Vavassori   | 4      | Adélaïde, Rotterdam, Hambourg, Washington               |
| Sander Arends      | 3      | Hong Kong, Barcelone, Båstad                            |
| Marcelo Arévalo    | 3      | Indian Wells, Miami, Rome                               |
| Marcel Granollers  | 3      | Bucarest, Madrid, Roland-Garros                         |
| Mate Pavić         | 3      | Indian Wells, Miami, Rome                               |
| Horacio Zeballos   | 3      | Bucarest, Madrid, Roland-Garros                         |
| Guido Andreozzi    | 2      | Buenos Aires, Båstad                                    |
| Romain Arneodo     | 2      | Monte-Carlo, Umag                                       |
| Santiago González  | 2      | Stuttgart, Majorque                                     |
| Manuel Guinard     | 2      | Monte-Carlo, Umag                                       |
| Christian Harrison | 2      | Dallas, Acapulco                                        |
| Luke Johnson       | 2      | Hong Kong, Barcelone                                    |
| Evan King          | 2      | Dallas, Acapulco                                        |
| Austin Krajicek    | 2      | Stuttgart, Majorque                                     |
| Nikola Mektić      | 2      | Auckland, Cincinnati                                    |
| Petr Nouza         | 2      | Marrakech, Kitzbühel                                    |
| Patrik Rikl        | 2      | Marrakech, Kitzbühel                                    |

| Pays             | Total | Nombre par surface | Nombre par surface | Nombre par surface | Titre(s)                                                                                        |
| Pays             | Total | Dur                | Terre              | Gazon              | Titre(s)                                                                                        |
| Royaume-Uni      | 9     | 5                  | 1                  | 3                  | Brisbane, Hong Kong, Open d'Australie, Doha, Barcelone, Queen's, Eastbourne, Wimbledon, Toronto |
| États-Unis       | 7     | 5                  | 0                  | 2                  | Dallas, Delray Beach, Acapulco, Stuttgart, Majorque, Cabo San Lucas, Cincinnati                 |
| Argentine        | 5     | 0                  | 5                  | 0                  | Buenos Aires, Bucarest, Madrid, Roland-Garros, Båstad                                           |
| Croatie          | 5     | 4                  | 1                  | 0                  | Auckland, Indian Wells, Miami, Rome, Cincinnati                                                 |
| France           | 5     | 1                  | 4                  | 0                  | Marseille, Buenos Aires, Monte-Carlo, Genève, Umag                                              |
| Pays-Bas         | 5     | 2                  | 3                  | 0                  | Hong Kong, Montpellier, Barcelone, Munich, Båstad                                               |
| Italie           | 4     | 3                  | 1                  | 0                  | Adélaïde, Rotterdam, Hambourg, Washington                                                       |
| Australie        | 3     | 1                  | 1                  | 1                  | Dubaï, Houston, Bois-le-Duc                                                                     |
| Espagne          | 3     | 0                  | 3                  | 0                  | Bucarest, Madrid, Roland-Garros                                                                 |
| Salvador         | 3     | 2                  | 1                  | 0                  | Indian Wells, Miami, Rome                                                                       |
| Brésil           | 2     | 0                  | 2                  | 0                  | Rio de Janeiro, Houston                                                                         |
| Inde             | 2     | 1                  | 1                  | 0                  | Dubaï, Santiago                                                                                 |
| Mexique          | 2     | 0                  | 0                  | 2                  | Stuttgart, Majorque                                                                             |
| Monaco           | 2     | 0                  | 2                  | 0                  | Monte-Carlo, Umag                                                                               |
| Tchéquie         | 2     | 0                  | 2                  | 0                  | Marrakech, Kitzbühel                                                                            |
| Allemagne        | 1     | 0                  | 0                  | 1                  | Halle                                                                                           |
| Autriche         | 1     | 0                  | 1                  | 0                  | Gstaad                                                                                          |
| Colombie         | 1     | 0                  | 1                  | 0                  | Santiago                                                                                        |
| Finlande         | 1     | 1                  | 0                  | 0                  | Open d'Australie                                                                                |
| Nouvelle-Zélande | 1     | 1                  | 0                  | 0                  | Auckland                                                                                        |
| Portugal         | 1     | 0                  | 1                  | 0                  | Gstaad                                                                                          |
| Serbie           | 1     | 1                  | 0                  | 0                  | Delray Beach                                                                                    |
| Suède            | 1     | 0                  | 1                  | 0                  | Munich                                                                                          |

## Retraits du circuit
Date du dernier match ou de l'annonce entre parenthèses
- Denis Kudla (04/01/2025)[8]
- Marcus Daniell (07/01/2025)[9]
- Luke Saville (19/01/2025)[10]
- Diego Schwartzman (13/02/2025)[11]
- Fernando Verdasco (19/02/2025)[12]
- Jules Marie (04/03/2025)[13]
- Tim van Rijthoven (19/05/2025)[14]
- Richard Gasquet (29/05/2025)[15]
- Fabio Fognini (30/06/2025)[16]
- Vasek Pospisil (27/07/2025)[17]
- Albert Ramos-Viñolas (fin de la saison)[18]
- Nicolas Mahut (fin de la saison)
- Grégoire Barrère (fin de la saison)